# Banzai (singel B’z)
BANZAI – trzydziesty szósty singel japońskiego zespołu B’z, wydany 5 maja 2004 roku. Osiągnął 1 pozycję w rankingu Oricon i pozostał na liście przez 15 tygodni, sprzedał się w nakładzie 281 907 egzemplarzy. Singel zdobył status platynowej płyty.
Utwór tytułowy został wykorzystany w reklamie piwa Super Dry (jap. スーパードライ) firmy Asahi Breweries.

## Lista utworów
| Nr | Tytuł      | Czas |
| -- | ---------- | ---- |
| 1. | „BANZAI”   | 3:50 |
| 2. | „Magnolia” | 3:59 |

## Muzycy
- Tak Matsumoto: gitara, kompozycja i aranżacja utworów
- Kōshi Inaba: wokal, teksty utworów, aranżacja
- Shane Gaalaas: perkusja (#1)
- Hideo Yamaki: perkusja (#2)
- Akihito Tokunaga: gitara basowa (#1)
- Ken Yoshida: gitara basowa (#2)
- Daisuke Ikeda: aranżacja (#1)
- Terachi Hideyuki: aranżacja (#2)

## Notowania
| Lista                                  | Pozycja |
| -------------------------------------- | ------- |
| Oricon Weekly Singles Chart            | 1       |
| Oricon Monthly Singles Chart           | 4       |
| Oricon Yearly Singles Chart (rok 2004) | 22      |